# Everardo Rocha
Everardo Pereira Guimarães Rocha (Rio de Janeiro, 1 de outubro de 1951) é um antropólogo brasileiro dedicado aos estudos e pesquisas sobre a narrativa publicitária, o consumo e a comunicação.

## Vida
É mestre (1982) e doutor (1989) em Antropologia Social pelo Museu Nacional da Universidade Federal do Rio de Janeiro. É, ainda, mestre em Comunicação pela Escola de Comunicação da UFRJ (1979) e graduado em Comunicação Social pela PUC-Rio (1975).
Desde 1976 leciona na Pontifícia Universidade Católica do Rio de Janeiro. Em 2019 foi promovido a professor titular do Departamento de Comunicação Social. Atua no Programa de Pós-graduação em Comunicação. 

## Realizações
Em seus trabalhos, Everardo Rocha articula os campos da Antropologia e da Comunicação, sendo indicado como um dos primeiros antropólogos no Brasil a se dedicar às pesquisas sobre o consumo. Desde a década de 1980, contribui para o surgimento e consolidação do campo da Antropologia do Consumo no país.  

Publicado em 1985, o livro Magia e Capitalismo é reconhecido por iniciar o desenvolvimento de pesquisas sobre o consumo a partir da perspectiva antropológica no meio acadêmico brasileiro. Em sua obra, Everardo Rocha relaciona o sistema publicitário e o consumo ao totemismo das chamadas “sociedades tribais”, tal como estudado pelo antropólogo Claude Lévi-Strauss. Dessa forma, sugere as produções midiáticas, particularmente a publicidade, e o consumo como lugares centrais de expressão e experiência do pensamento mágico na cultura contemporânea. Como disse Roberto DaMatta,  
“(...) a reflexão de Everardo Rocha se caracteriza pela inteligente e resoluta investigação do mundo moderno enquanto uma gigantesca estrutura de consumo, de magia, de convencimento ideológico e, (...), de sonho.”. 
Essa perspectiva foi desenvolvida em diversos outros trabalhos, como A Sociedade do Sonho, As Representações do Consumo e Juventude e Consumo (escrito com Cláudia Pereira), nos quais o pesquisador se dedica, sobretudo, às análises das representações do consumo tal como elaboradas e transmitidas pela mídia. Segundo Everardo Rocha, assistimos a anúncios, novelas, filmes, entre outras produções, “(...) como quem assiste, no espelho, a pedaços de nossas vidas em seus fragmentos.”. Na sua visão, portanto, o estudo das narrativas midiáticas é fundamental no projeto de conhecermos nossa sociedade moderno-contemporânea. 
A obra de Everardo Rocha contribui, ainda, para os estudos da Antropologia Social e da cultura brasileira através de livros como O que é Etnocentrismo, O que é Mito e Jogo de Espelhos. Segundo Roberto DaMatta, a contribuição de Rocha à pesquisa acadêmica é “(...) generosa e crítica, original e criativa, genuinamente voltada para o entendimento do Brasil.”. 
Também participou da pesquisa de roteiro para o filme Quilombo, de Cacá Diegues. 

## Escritos

### Livros
- Advertising and consumption: anthropological studies in Brazil. London: Routledge, 2022. ISBN  9781003176794
- O paraíso do consumo: Émile Zola, a magia e os grandes magazines. Rio de Janeiro: Mauad, 2016 (com Marina Frid e William Corbo). ISBN 978-8574788449
- Corpo e consumo: roteiro de estudos e pesquisas. Rio de Janeiro: Editora PUC-Rio, 2012 (com José Carlos Rodrigues).
- Juventude e consumo: um estudo sobre a comunicação na cultura contemporânea. Rio de Janeiro: Mauad, 2009 (com Cláudia Pereira). ISBN 978-8574783123
- Antropologia e comunicação: cultura, simbolismo e consumo. Rio de Janeiro: CCAA Editora, 2007.
- Representações do consumo: ensaios sobre a narrativa publicitária. Rio de Janeiro: Mauad, 2006. ISBN 978-8574782010
- Jogo de espelhos: ensaios de cultura brasileira. Rio de Janeiro: Mauad, 1996. ISBN 978-8574781013
- A sociedade do sonho: comunicação, cultura e consumo. Rio de Janeiro: Mauad, 1995. ISBN 978-8574784649
- Clientes e brasileiros: notas para um estudo da cultura do Banco do Brasil. Brasília: Direc/Desed/Banco do Brasil, 1994.
- Palmares: mito e romance da utopia brasileira. Rio de Janeiro: Rio Fundo Editora, 1991 (com Carlos Diegues).
- De corpo e alma. Rio de Janeiro: Espaço e Tempo, 1987 (com Ilana Strozenberg e Marcia Contins).
- O que é mito. São Paulo: Brasiliense, 1986. ISBN 978-8511011517
- O que é etnocentrismo. São Paulo: Brasiliense, 1985. ISBN 978-8511011241
- Magia e capitalismo: um estudo antropológico da publicidade. São Paulo: Brasiliense, 1985. ISBN                                     ‎                                 978-8511000382
- Quilombo: história e sociedade. Rio de Janeiro: Embrafilme/Mec, 1984 (com Maria Fernanda Bicalho).

### Coletâneas
- Comunicação e consumo: ensaios fundamentais para uma perspectiva cultural. São Paulo: Loyola. Rio de Janeiro: PUC-Rio, 2023 (com Marina Frid, William Corbo e Bruna Aucar). ISBN  6555042796
- O consumo vai ao cinema: narrativas de filmes e o mundo dos bens. Rio de Janeiro: Mauad, 2018 (com Lígia Lana). ISBN 9788574789866
- Os antropólogos: de Edward Tylor a Pierre Clastres (Clássicos da Ciências Sociais). Petrópolis: Vozes, 2015 (com Marina Frid). ISBN 978-8532650269
- Cultura e experiência midiática. Rio de Janeiro: Editora Mauad/ PUC-Rio, 2014 (com Cláudia Pereira e Carla Barros). ISBN 978-8574786155
- Cultura e imaginação publicitárias. Rio de Janeiro: Editora Mauad/ PUC-Rio, 2013 (com Cláudia Pereira). ISBN                                     ‎                                 978-8574785677
- Cultura brasileira: reflexões, análises e perspectivas. Rio de Janeiro: Desiderata, 2007 (edição bilíngue português e inglês).
- Comunicação, consumo e espaço urbano: novas sensibilidades nas culturas jovens. Rio de Janeiro: Mauad, 2006 (com Maria Isabel Mendes de Almeida e Fernanda Eugenio).
- Cultura e Imaginário: interpretação de filmes e pesquisa de ideias. Rio de Janeiro: Mauad, 1998.